# Triticum dicoccon
Triticum dicoccum là một loài thực vật có hoa trong họ Hòa thảo. Loài này được (Schrank) Schübl. miêu tả khoa học đầu tiên năm 1818.

## Hình ảnh

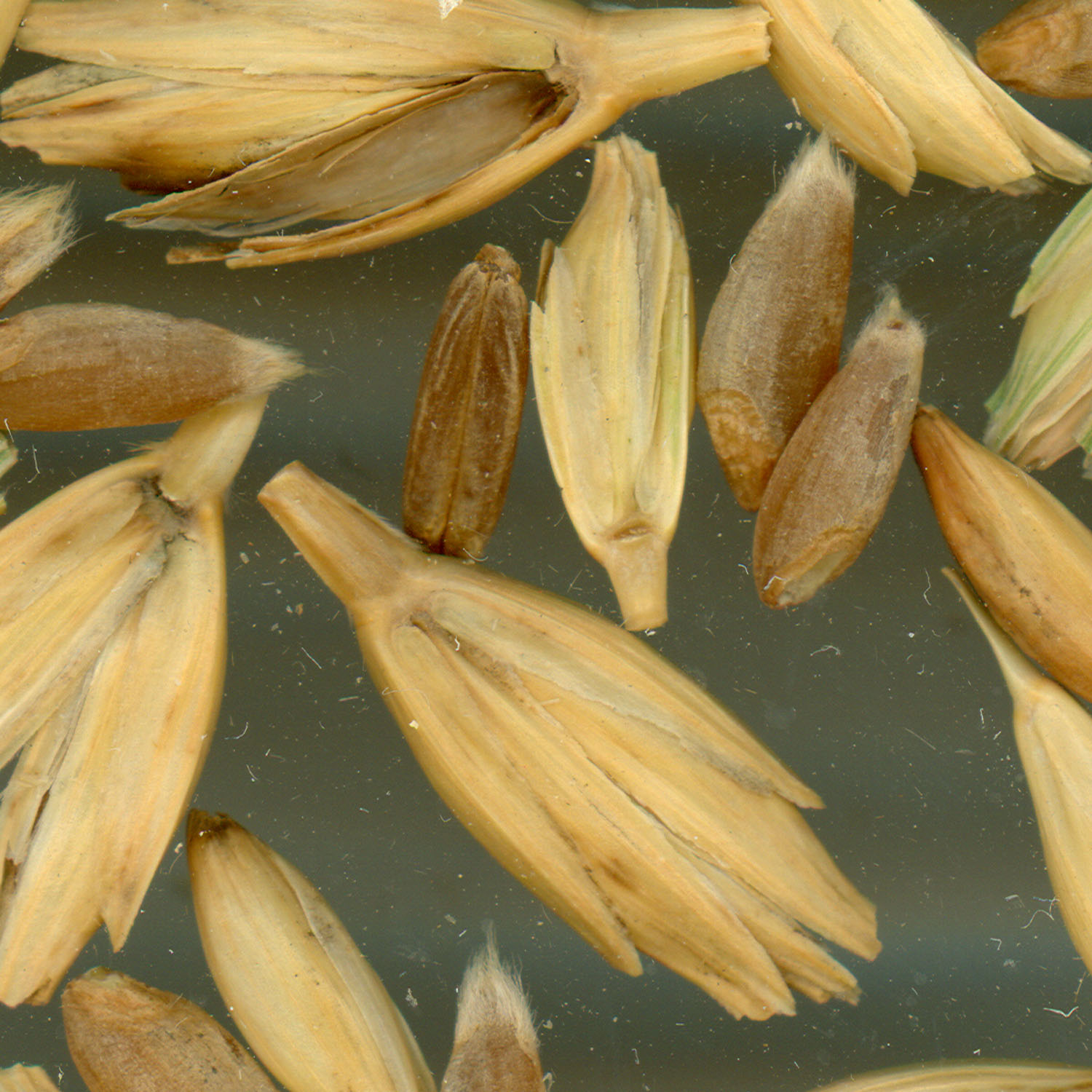
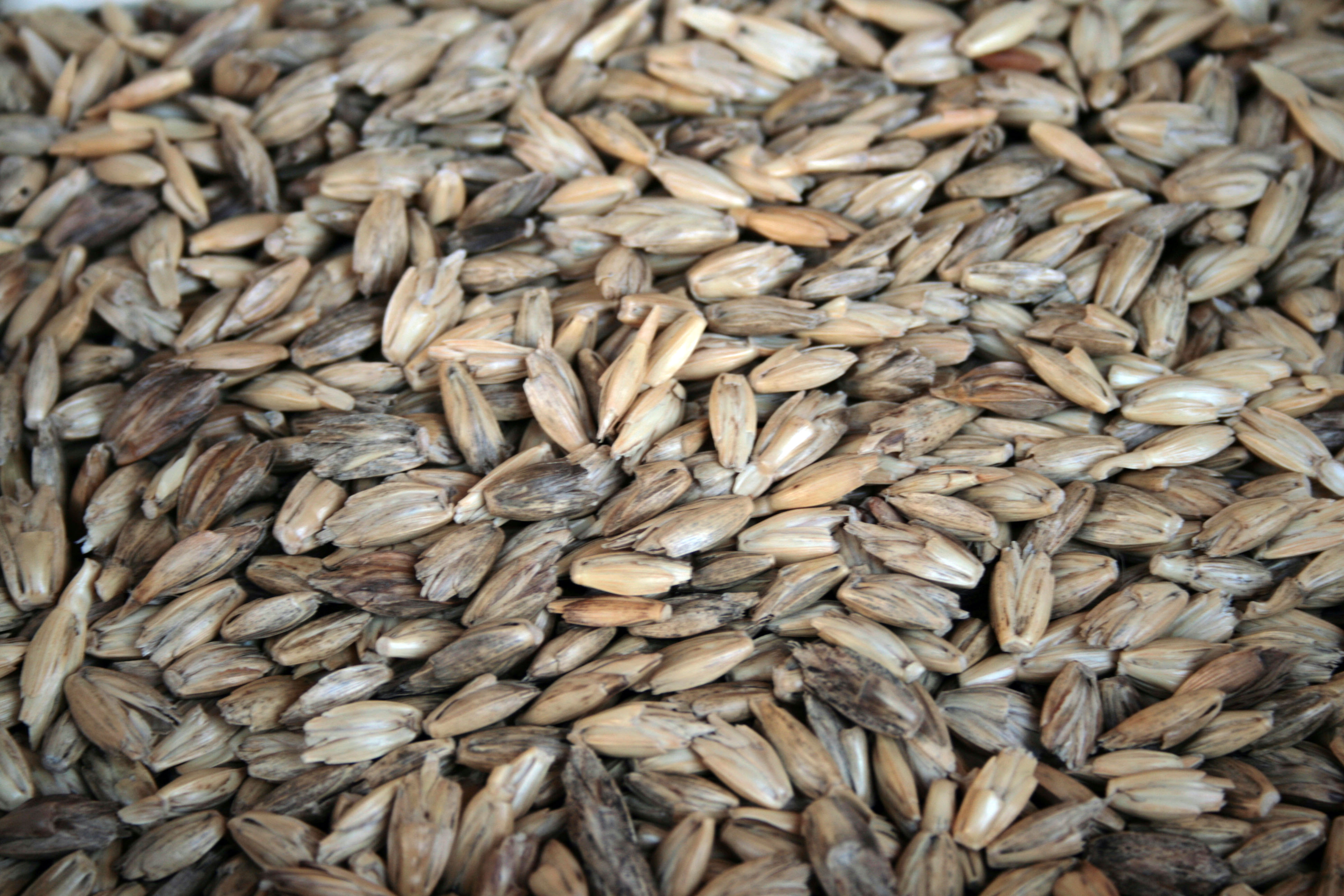
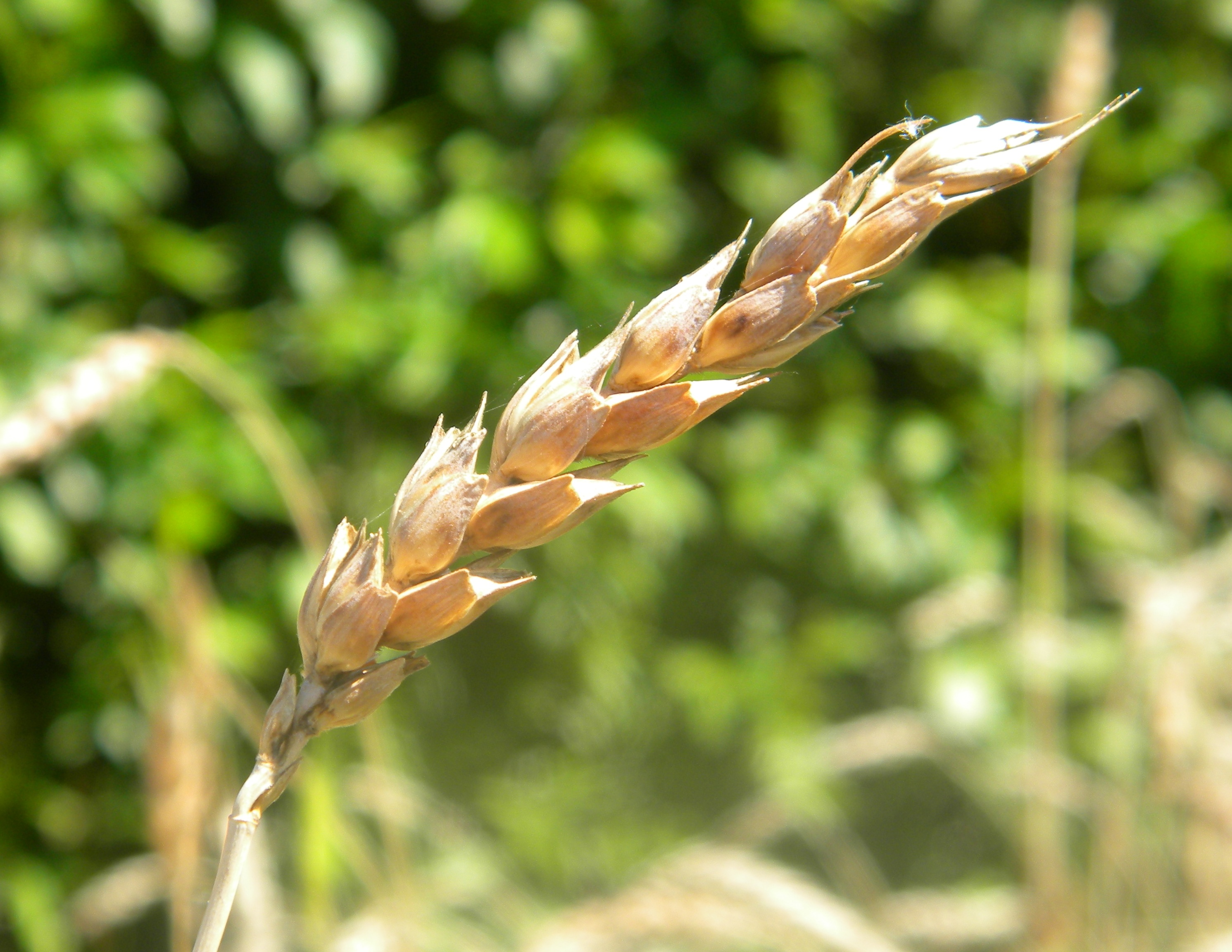
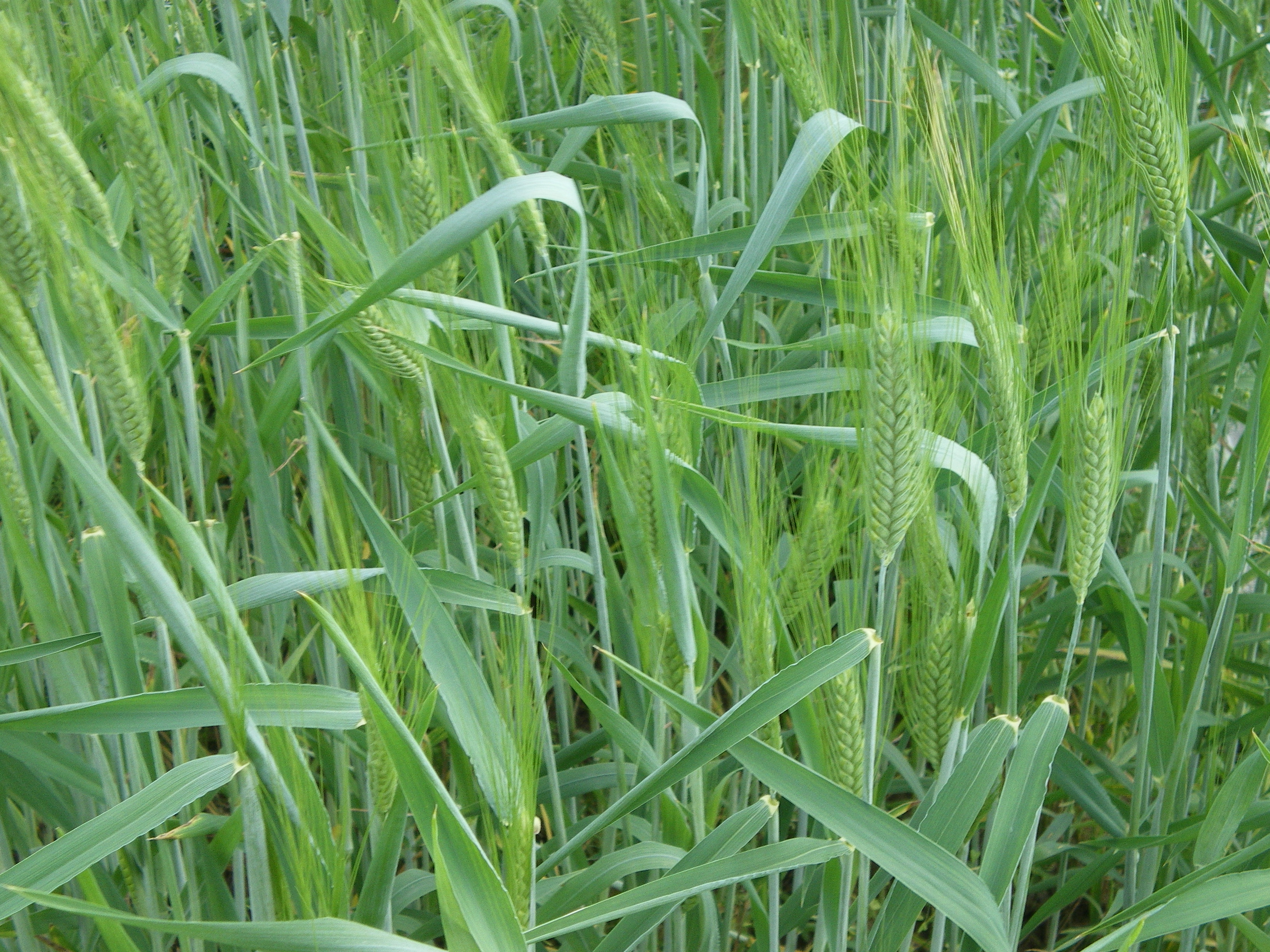